# Women’s Twenty20 Asia Cup 2022
Der Women’s Twenty20 Asia Cup 2022 war die achte Austragung des Women’s Asia Cups, einem Cricketwettbewerb für asiatische Nationalmannschaften. Diese Ausgabe wird zwischen dem 1. und 16. Oktober 2022 in Bangladesch im Twenty20-Format ausgetragen. Im Finale konnte sich Indien mit 8 Wickets gegen Sri Lanka durchsetzen.

## Teilnehmer
Die Teilnehmer waren die fünf asiatischen Nationen, die am höchsten in der WTwenty20-Weltrangliste standen, sowie zwei Mannschaften, die über ein Qualifikationsturnier ermittelt wurden.
| - Bangladesch - Indien - Malaysia - Pakistan - Sri Lanka - Thailand - Ver. Arab. Emirate |

## Austragungsort
Das folgende Stadion wurden für das Turnier als Austragungsort vorgesehen und am 22. August 2022 bekanntgegeben.
| Stadion                              | Stadt  | Kapazität |
| ------------------------------------ | ------ | --------- |
| Sylhet International Cricket Stadium | Sylhet | 18.500    |

## Kaderlisten
Die Mannschaften benannten die folgenden Spielerinnen für das Turnier.
| WTwenty20 | WTwenty20 | WTwenty20 | WTwenty20 | WTwenty20 | WTwenty20 | WTwenty20 |
| Bangladesch | Indien | Malaysia | Pakistan | Sri Lanka | Thailand | Ver. Arab. Emirate |
| --- | --- | --- | --- | --- | --- | --- |
| - Nigar Sultana (K, wk) - Rumana Ahmed - Nahida Akter - Shohely Akhter - Jahanara Alam - Fargana Hoque - Fahima Khatun - Murshida Khatun - Salma Khatun - Sanjida Akter Meghla - Lata Mondal - Ritu Moni - Sobhana Mostary - Shamima Sultana (wk) - Fariha Trisna | - Harmanpreet Kaur (K) - Smriti Mandhana (VK) - Rajeshwari Gayakwad - Richa Ghosh (wk) - Dayalan Hemalatha - Sabbhineni Meghana - Kiran Navgire - Sneh Rana - Jemimah Rodrigues - Meghna Singh - Renuka Singh - Deepti Sharma - Pooja Vastrakar - Shafali Verma - Radha Yadav | - Winifred Duraisingam (K) - Mas Elysa (VK) - Sasha Azmi - Aisya Eleesa - Ainna Hamizah Hashim - Elsa Hunter - Jamahidaya Intan - Mahirah Izzati Ismail - Wan Julia (wk) - Dhanusri Muhunan - Aina Najwa (wk) - Nurilyaa Natasya - Nur Arianna Natsya - Nur Dania Syuhada - Noor Hayati Zakaria | - Bismah Maroof (K) - Muneeba Ali (wk) - Sidra Ameen - Aiman Anwer - Diana Baig - Nida Dar - Tuba Hassan - Kainat Imtiaz - Sadia Iqbal - Ayesha Naseem - Sidra Nawaz - Aliya Riaz - Fatima Sana - Nashra Sandhu - Sadaf Shamas - Omaima Sohail | - Chamari Athapaththu (K) - Nilakshi de Silva - Kavisha Dilhari - Achini Kulasuriya - Sugandika Kumari - Madushika Methtananda - Kaushani Nuthyangana (wk) - Hasini Perera - Oshadi Ranasinghe - Inoka Ranaweera - Harshitha Samarawickrama - Anushka Sanjeewani (wk) - Tharika Sewwandi - Malsha Shehani - Rashmi Silva | - Naruemol Chaiwai (K) - Nannapat Koncharoenkai (VK, wk) - Nattaya Boochatham - Nanthita Boonsukham - Natthakan Chantam - Onnicha Kamchomphu - Rosenan Kanoh - Suwanan Khiaoto - Banthida Leephatthana - Suleeporn Laomi - Phannita Maya - Thipatcha Putthawong - Aphisara Suwanchonrathi - Chanida Sutthiruang - Sornnarin Tippoch | - Chaya Mughal (K) - Natasha Cherriath - Samaira Dharnidharka - Kavisha Egodage - Mahika Gaur - Siya Gokhale - Priyanjali Jain (wk) - Lavanya Keny - Suraksha Kotte - Vaishnave Mahesh - Indhuja Nandakumar - Esha Oza - Rishitha Rajith - Theertha Satish (wk) - Khushi Sharma |

## Vorrunde
Tabelle
| Super Four         | Sp. | S | N | NR | P  | NRR    |
| ------------------ | --- | - | - | -- | -- | ------ |
| Indien             | 6   | 5 | 1 | 0  | 10 | +3.141 |
| Pakistan           | 6   | 5 | 1 | 0  | 10 | +1.806 |
| Sri Lanka          | 6   | 4 | 2 | 0  | 8  | +0.888 |
| Thailand           | 6   | 3 | 3 | 0  | 6  | –0.949 |
| Bangladesch        | 6   | 2 | 3 | 1  | 5  | +0.423 |
| Ver. Arab. Emirate | 6   | 1 | 4 | 1  | 3  | –2.181 |
| Malaysia           | 6   | 0 | 6 | 0  | 0  | –3.002 |

Spiele
| 1. Oktober Scorecard | Sylhet | Thailand 82 (19.4)                | – | Bangladesch 88-1 (11.4) |
|                      |        | Bangladesch gewinnt mit 9 Wickets |   |                         |

Thailand gewann den Münzwurf und entschied sich als Schlagmannschaft zu beginnen. Als Spielerin des Spiels wurde Shamima Sultana ausgezeichnet.
| 1. Oktober Scorecard | Sylhet | Indien 150-6 (20) | – | Sri Lanka 109 (18.2) |
|                      |        |                   |   |                      |

Sri Lanka gewann den Münzwurf und entschied sich als Feldmannschaft zu beginnen. Als Spielerin des Spiels wurde Jemimah Rodrigues ausgezeichnet.
| 2. Oktober Scorecard | Sylhet | Malaysia 57-9 (20)             | – | Pakistan 61-1 (9) |
|                      |        | Pakistan gewinnt mit 9 Wickets |   |                   |

Pakistan gewann den Münzwurf und entschied sich als Feldmannschaft zu beginnen. Als Spielerin des Spiels wurde Tuba Hassan ausgezeichnet.
| 2. Oktober Scorecard | Sylhet | Sri Lanka 109-9 (20)                       | – | Ver. Arab. Emirate 54-7 (11/11) |
|                      |        | Sri Lanka gewinnt mit 11 Runs (D/L method) |   |                                 |

Sri Lanka gewann den Münzwurf und entschied sich als Schlagmannschaft zu beginnen. Als Spielerin des Spiels wurde Harshitha Samarawickrama ausgezeichnet.
| 3. Oktober Scorecard | Sylhet | Bangladesch 70-8 (20)          | – | Pakistan 72-1 (12.2) |
|                      |        | Pakistan gewinnt mit 9 Wickets |   |                      |

Pakistan gewann den Münzwurf und entschied sich als Feldmannschaft zu beginnen. Als Spielerin des Spiels wurde Sidra Ameen ausgezeichnet.
| 3. Oktober Scorecard | Sylhet | Indien 181-4 (20)                       | – | Malaysia 16-2 (5.2) |
|                      |        | Indien gewinnt mit 30 Runs (D/L method) |   |                     |

Malaysia gewann den Münzwurf und entschied sich als Feldmannschaft zu beginnen. Als Spielerin des Spiels wurde Sabbhineni Meghana ausgezeichnet.
| 4. Oktober Scorecard | Sylhet | Sri Lanka 156-5 (20)          | – | Thailand 107-5 (20) |
|                      |        | Sri Lanka gewinnt mit 49 Runs |   |                     |

Sri Lanka gewann den Münzwurf und entschied sich als Schlagmannschaft zu beginnen. Als Spielerin des Spiels wurde Harshitha Samarawickrama ausgezeichnet.
| 4. Oktober Scorecard | Sylhet | Indien 178-5 (20)           | – | Ver. Arab. Emirate 74-4 (20) |
|                      |        | Indien gewinnt mit 104 Runs |   |                              |

Indien gewann den Münzwurf und entschied sich als Schlagmannschaft zu beginnen. Als Spielerin des Spiels wurde Jemimah Rodrigues ausgezeichnet.
| 5. Oktober Scorecard | Sylhet | Malaysia 88-4 (20)                                 | – | Ver. Arab. Emirate 91-3 (19.1) |
|                      |        | Vereinigte Arabische Emirate gewinnt mit 7 Wickets |   |                                |

Malaysia gewann den Münzwurf und entschied sich als Schlagmannschaft zu beginnen. Als Spielerin des Spiels wurde Theertha Satish ausgezeichnet.
| 6. Oktober Scorecard | Sylhet | Pakistan 116-5 (20)            | – | Thailand 117-6 (19.5) |
|                      |        | Thailand gewinnt mit 4 Wickets |   |                       |

Pakistan gewann den Münzwurf und entschied sich als Schlagmannschaft zu beginnen. Als Spielerin des Spiels wurde Natthakan Chantam ausgezeichnet.
| 6. Oktober Scorecard | Sylhet | Bangladesch 129-5 (20)          | – | Malaysia 41 (18.5) |
|                      |        | Bangladesch gewinnt mit 88 Runs |   |                    |

Bangladesch gewann den Münzwurf und entschied sich als Schlagmannschaft zu beginnen. Als Spielerin des Spiels wurde Nigur Sultana ausgezeichnet.
| 7. Oktober Scorecard | Sylhet | Thailand 108-4 (20)          | – | Ver. Arab. Emirate 89-8 (20) |
|                      |        | Thailand gewinnt mit 19 Runs |   |                              |

Die Vereinigten Arabischen Emirate gewannen den Münzwurf und entschieden sich als Feldmannschaft zu beginnen. Als Spielerin des Spiels wurde Thipatcha Putthawong ausgezeichnet.
| 7. Oktober Scorecard | Sylhet | Pakistan 137-6 (20)          | – | Indien 124 (19.4) |
|                      |        | Pakistan gewinnt mit 13 Runs |   |                   |

Pakistan gewann den Münzwurf und entschied sich als Schlagmannschaft zu beginnen. Als Spielerin des Spiels wurde Nida Dar ausgezeichnet.
| 8. Oktober Scorecard | Sylhet | Sri Lanka 107-5 (20)          | – | Malaysia 33 (9.5) |
|                      |        | Sri Lanka gewinnt mit 72 Runs |   |                   |

Sri Lanka gewann den Münzwurf und entschied sich als Schlagmannschaft zu beginnen. Als Spielerin des Spiels wurde Malsha Shehani ausgezeichnet.
| 8. Oktober Scorecard | Sylhet | Indien 159-5 (20)          | – | Bangladesch 100-7 (20) |
|                      |        | Indien gewinnt mit 59 Runs |   |                        |

Indien gewann den Münzwurf und entschied sich als Schlagmannschaft zu beginnen. Als Spielerin des Spiels wurde Shafali Verma ausgezeichnet.
| 9. Oktober Scorecard | Sylhet | Thailand 115-5 (20)          | – | Malaysia 65-8 (20) |
|                      |        | Thailand gewinnt mit 50 Runs |   |                    |

Malaysia gewann den Münzwurf und entschied sich als Feldmannschaft zu beginnen. Als Spielerin des Spiels wurde Nannapat Koncharoenkai ausgezeichnet.
| 9. Oktober Scorecard | Sylhet | Pakistan 145-5 (20)          | – | Ver. Arab. Emirate 74-5 (20) |
|                      |        | Pakistan gewinnt mit 71 Runs |   |                              |

Die Vereinigten Arabischen Emirate gewannen den Münzwurf und entschieden sich als Feldmannschaft zu beginnen. Als Spielerin des Spiels wurde Aliya Riaz ausgezeichnet.
| 10. Oktober Scorecard | Sylhet | Sri Lanka 83-5 (18.1)                     | – | Bangladesch 37-7 (7/7) |
|                       |        | Sri Lanka gewinnt mit 3 Runs (D/L method) |   |                        |

Bangladesch gewann den Münzwurf und entschied sich als Feldmannschaft zu beginnen. Als Spielerin des Spiels wurde Inoka Ranaweera ausgezeichnet.
| 10. Oktober Scorecard | Sylhet | Thailand 37 (15.1)           | – | Indien 40-1 (6) |
|                       |        | Indien gewinnt mit 9 Wickets |   |                 |

Indien gewann den Münzwurf und entschied sich als Feldmannschaft zu beginnen. Als Spielerin des Spiels wurde Sneh Rana ausgezeichnet.
| 11. Oktober Scorecard | Sylhet | Bangladesch | – | Ver. Arab. Emirate |
|                       |        | Abgesagt    |   |                    |

| 11. Oktober Scorecard | Sylhet | Sri Lanka 112 (18.5)           | – | Pakistan 113-5 (18.5) |
|                       |        | Pakistan gewinnt mit 5 Wickets |   |                       |

Sri Lanka gewann den Münzwurf und entschied sich als Feldmannschaft zu beginnen. Als Spielerin des Spiels wurde Omaima Sohail ausgezeichnet.

## Halbfinale
| 13. Oktober Scorecard | Sylhet | Indien 148-6 (20)          | – | Thailand 74-9 (20) |
|                       |        | Indien gewinnt mit 74 Runs |   |                    |

Thailand gewann den Münzwurf und entschied sich als Feldmannschaft zu beginnen. Als Spielerin des Spiels wurde Shafali Verma ausgezeichnet.
| 13. Oktober Scorecard | Sylhet | Sri Lanka 122-6 (20)        | – | Pakistan 121-6 (20) |
|                       |        | Sri Lanka gewinnt mit 1 Run |   |                     |

Sri Lanka gewann den Münzwurf und entschied sich als Schlagmannschaft zu beginnen. Als Spielerin des Spiels wurde Inoka Ranaweera ausgezeichnet.

## Finale
| 15. Oktober Scorecard | Sylhet | Sri Lanka 65-9 (20)          | – | Indien 71-2 (8.3) |
|                       |        | Indien gewinnt mit 8 Wickets |   |                   |

Sri Lanka gewann den Münzwurf und entschied sich als Schlagmannschaft zu beginnen. Als Spielerin des Spiels wurde Renuka Singh ausgezeichnet.